# Петкович, Владо
Вла́до Пе́ткович (серб. Владо Петковић / Vlado Petković; 6 января 1983, Кралево) — сербский волейболист, связующий, чемпион Европы (2011).

## Биография
Владо Петкович родился в городе Кралево в семье баскетболистки Даны и футбольного арбитра Стояна Петковича. Спортивную карьеру начинал в молодёжном клубе «Рибница».
Сестра Владо Петковича Весна играла за клубы «Поштар» и «Термал», старший брат Велько — олимпийский чемпион Сиднея-2000. На протяжении долгого времени Петковичи были сменщиками знаменитого связующего Николы Грбича. Владо дебютировал в составе национальной сборной Сербии и Черногории 27 мая 2005 года в матче Мировой лиги против Греции в Пирее, но на регулярной основе стал играть за балканскую команду с 2007 года, когда завершилась карьера в сборной его брата.
В 2011 году в качестве основного связующего сборной Сербии Владо Петкович завоевал золотую медаль на чемпионате Европы в Австрии и Чехии. За годы карьеры он также выиграл бронзу чемпионата мира в Японии, две бронзы европейских первенств и три медали Мировой лиги, участвовал в олимпийских турнирах 2008 и 2012 годов. На Играх в Пекине сербы дошли до четвертьфинала, а в Лондоне не смогли выйти в плей-офф, проиграв в решающем для себя матче группового этапа сборной России, в начале которого Владо Петкович был заменён из-за травмы кисти.
До 2009 года Владо Петкович выступал в ведущих клубах бывшей Югославии — «Црвену Звезду» (Белград) и «Будучност» (Подгорица), затем отправился в Южную Корею и стал игроком столичного «Ури Кэпитал». В сезоне-2010/11 защищал цвета словенского «Бледа», сменив в составе этой команды своего брата, после чего отыграл один сезон в итальянской «Умбрии» (Сан-Джустино).
В 2012 году подписал контракт с иранским клубом «Калех Мазандаран» из Амоля и в апреле 2013-го выиграл клубный чемпионат Азии, по итогам финального раунда в Тегеране получив приз лучшему связующему турнира. В том же году перебрался в другой иранский клуб — «Шахрдари» из Урмии, а с января 2015 года  выступал за «Мизан Хорасан» из Мешхеда.
Следующим клубом в карьере Владо Петковича стал турецкий «Шахинбей Беледиеспор» (Газиантеп). Из-за финансовых проблем его новая команда отыграла только первый круг регулярного чемпионата Турции-2015/16, после чего была расформирована. В июле 2016 года Петкович подписал контракт с греческим ПАОК из Салоник, в составе которого в наступившем сезоне выиграл золото национального чемпионата. В следующем сезоне стал чемпионом Ливана.

## Достижения

### Со сборной
- Бронзовый призёр чемпионата мира (2010).
- Чемпион Европы (2011), бронзовый призёр чемпионатов Европы (2007, 2013).
- Серебряный (2008, 2009) и бронзовый (2010) призёр Мировой лиги.

### В клубной карьере
- Чемпион Югославии (2002/03), бронзовый призёр чемпионата Сербии и Черногории (2004/05).
- Чемпион Черногории (2006/07, 2007/08), серебряный призёр чемпионата Черногории (2008/09).
- Обладатель Кубка Черногории (2006/07, 2007/08, 2008/09).
- Чемпион и обладатель Кубка Словении, чемпион MEVZA (2010/11).
- Чемпион Ирана (2012/13), бронзовый призёр чемпионата Ирана (2013/14).
- Чемпион Греции (2016/17).
- Чемпион Ливана (2017/18).
- Победитель клубного чемпионата Азии (2013).